# Kætteri
Kætteri (xenodoksi eller hæresi) er en afvigelse fra en officiel religions læresætninger.
Allerede Augustin ivrede for at straffe kætteri, og Thomas Aquinas udtalte, at kætteri er langt værre end falskmøntneri, så når falskmøntnere fik dødsstraf, måtte det samme gælde kættere. I middelalderen fandtes spotteviser rettet mod gejstligheden, der røber religiøs ligegyldighed og skepsis. Kætterdomstolene oprettet sidst i 1100-tallet var imidlertid rettet mod større bevægelser som albigensere og valdesere, for at opspore, forhøre og dømme dem. I starten faldt det på biskopperne, men blev senere fortrinsvis dominikanerordenens domæne. Efter domfældelse blev kætteren imidlertid overladt til verdslige myndigheders straf, mens kirken dækkede sig bag det hykleriske udsagn, at "kirken tørster ikke efter blod". Men kirken ønskede ingen milde domme - kun for at slippe selv at fremstå som bøddel. Lateranmødet i 1215 pålagde de verdslige myndigheder at udrydde kættere; ellers skulle der foretages korstog mod vedkommende fyrste. Særlig i Spanien blussede kætterbålene. Især gik det ud over konvertitter, dvs. døbte jøder, der blev mistænkt for at holde fast ved jødedommen. I Sevilla blev der i årene 1480-1520 brændt omkring 4.000 kættere, mens omkring 30.000 "bodfærdige" blev dømt til fængsel, slaveri i galejerne eller andet. Den, der flygtede, fik sin ejendom beslaglagt af den kongelige kasse, og antallet domfældelser var til sidst oppe i 100.000.
Jeanne d'Arc blev anklaget, bl.a. for at have udtalt, at hun talte med Gud gennem ærkeenglen Mikael, Sankt Katherina og Sankt Margaretha. Hun blev dømt, bundet til en pæl og brændt (1431). I 1920 blev hun kåret som helgen.
Helt op i renæssancen blev kættere brændt. Giordano Bruno (1548-1600) blev brændt på bålet. Ikke så meget fordi han holdt fast ved sin viden om astronomi, men fordi han holdt fast i teologiske synspunkter, der var i modstrid til den katolske kirke.
Kætteri kunne dømmes med "tilbagevirkende kraft". Således blev John Wycliffes knogler brændt ca. 50 år efter hans død.